# Datsu-A Ron
Le Datsu-A Ron (脱亜論) est un article éditorialiste qui est publié pour la première fois dans le journal japonais Jiji shimpō le 16 mars 1885. L'auteur en est probablement Fukuzawa Yukichi mais l'article est écrit anonymement. Il est noté dans le second volume des œuvres complètes de Fukuzawa de 1933. Le titre Datsu-A Ron peut être traduit comme « Au revoir l'Asie », « Dé-asianisation », « Fuite de l'Asie », « Abandon de l'Asie », ou « Départ de l'Asie ».

## Résumé

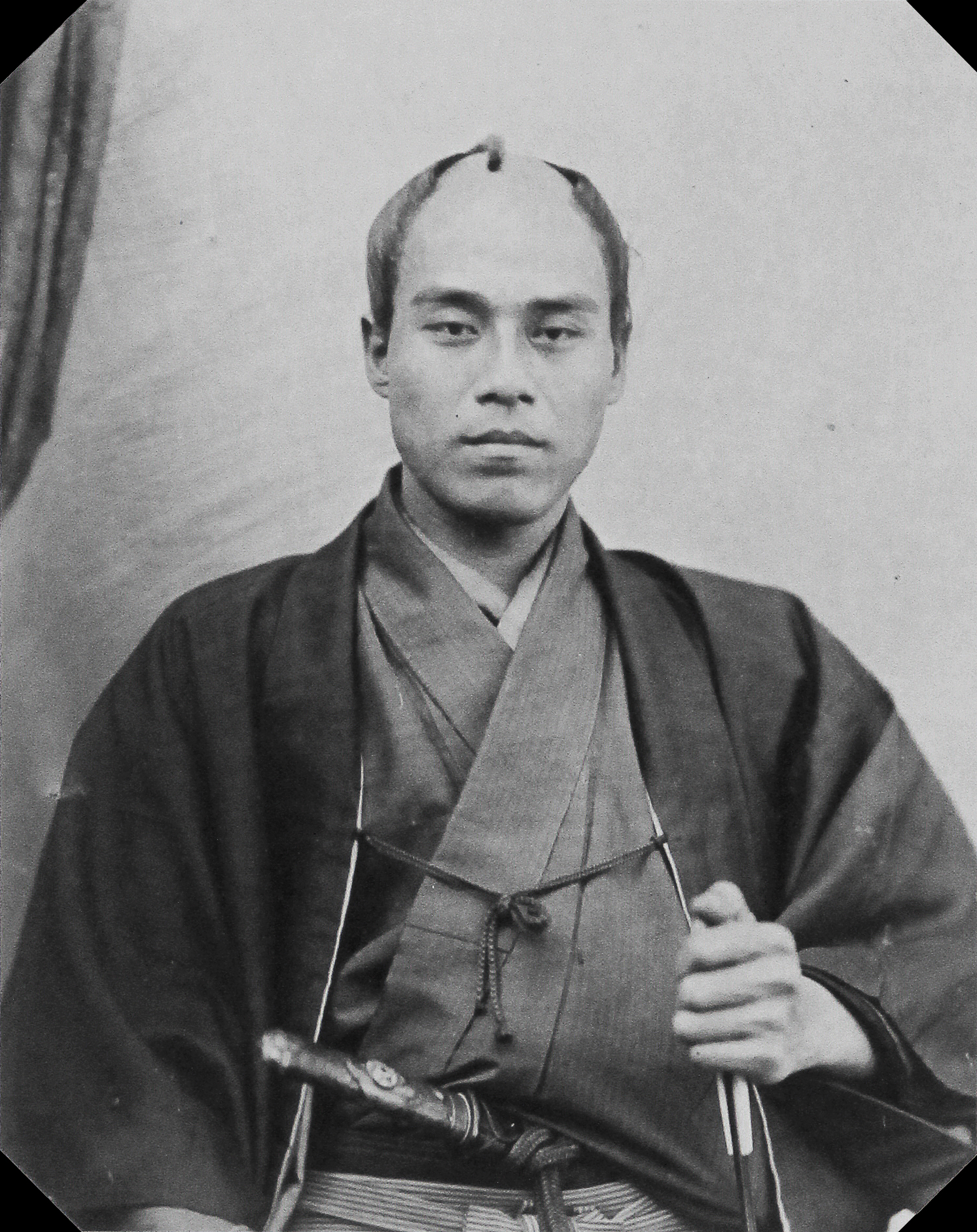
Fukuzawa Yukichi, l'auteur présumé.

L'article déclare d'abord que le « vent de l'occidentalisation » a soufflé dans l'Est et que ces pays ont « goûté au fruit de la civilisation » ou ont été débordés sans pouvoir choisir leur propre destin. La « civilisation est comme la rougeole. Mais elle apporte plus de chose que la rougeole ». Fukuzawa affirme donc que pour développer l'autodétermination personnelle et nationale, il faut naviguer sur les flots de la civilisation. Entravant la route de la civilisation se trouve un gouvernement conservateur (le shogunat Tokugawa). Et ce n'est que lorsque ce gouvernement sera renversé que la civilisation pourra s'étendre au Japon. La clé pour se débarrasser de l'ancien régime et en construire un nouveau serait d'« abandonner l'Asie ». Durant la restauration de Meiji, le Japon est considéré comme « abandonnant l'Asie » spirituellement, puisque ses deux voisins, la Chine et la Corée, ne semblent pas s'embarrasser de réformes. S'il n'existait pas de pionniers des réformes dans ces pays, ils auraient été conquis et divisés par les forces étrangères, comme en témoignent les traités inégaux et les menaces que représentent les États-Unis et les autres puissances occidentales.
Le passage notable du Datsu-A Ron est :

« Depuis que le vent de la civilisation souffle sur l'Est, chaque brin d'herbe et chaque arbre suivent le vent venu de l'Ouest... La diffusion de la civilisation est comme la rougeole... Pour moi, ces deux pays [Chine et Corée] ne peuvent survivre comme nation indépendante face à l'assaut des civilisations occidentales sur l'Est... Ce n'est pas différent du cas où l'homme vertueux vit dans le voisinage d'une ville connue pour sa folie, son anarchie, ses atrocités et son manque de cœur. Ses actions sont si rares qu'il est toujours enterré sous la laideur des activités de ses voisins... Nous n'avons pas le temps d'attendre l'illumination de nos voisins pour travailler avec eux au développement de l'Asie. Il est préférable pour nous de quitter les rangs des nations asiatiques et de faire notre place parmi les nations civilisées de l'Ouest... Ceux [qui] ont de mauvaises fréquentations sont également considérés comme mauvais, je dois donc renier ces mauvaises fréquentations asiatiques de mon cœur. »

## Contexte historique
Le Datsu-A Ron est considéré comme une réponse de Fukuzawa à la tentative coréenne d'organiser une faction effective de réforme, une tentative qu'il soutient. Il invite de jeunes aristocrates coréens à son école. Il soutient Yu Kil-chun, le premier Coréen à étudier à l'étranger, et l'un de ses disciples, Kim Ok-gyun, dans leur tentative de coup d'État. Leur échec pousse Fukuzawa à développer son idéologie pour « abandonner l'Asie ». Néanmoins, l'aide apportée aux radicaux coréens durant cette période n'a généralement pas pour but d'apporter une indépendance complète à la péninsule, mais plutôt d'amener la Corée dans la sphère d'influence du Japon. Cela culmine avec les jeux de pouvoirs cyniques entrepris en Corée par les Coréens et par l'armée impériale japonaise durant la première guerre sino-japonaise.
Son soutien enthousiaste à la guerre contre la Chine en 1894 tient beaucoup à ses opinions sur la modernisation. Comme beaucoup de ses pairs au gouvernement, Fukuzawa croit que la modernisation de l'Asie pourrait être mieux réalisée par la force. Il pense que la Chine souffre d'anarchie et de principes conservateurs. Au moment de la guerre, le bandage des pieds est toujours pratiqué en Chine ainsi que des châtiments cruels, comme la torture que le Japon a déjà interdite, l'opium est vendu dans les rues, les institutions politiques échouent à arrêter les incursions étrangères et des intérêts comme les voies ferrées et les taxes sont vendus pour payer des dettes. Le Japon souffre également de l'humiliation d'avoir été obligé de signer les traités inégaux avec les puissances occidentales, et Fukuzawa espère que des prouesses militaires pourraient changer l'opinion de l'Occident pour une révision des traités. Dans l'espoir de renforcer le Japon, Fukuzawa voit les pays asiatiques voisins comme ayant besoin d'être guidés.

## Chronologie
1. Le 16 mars 1885, le Datsu-A Ron est publié anonymement pour la première fois comme éditorial dans le journal Jiji Shimpo.
2. En 1885, aucun commentaire n'est fait sur le Datsu-A Ron.  Yo Hirayama recherche les publications du Jiji Shimpo après le 16 mars 1885 et ne trouve aucune référence au Datsu-A Ron. Hirayama recherche également les publications de trois autres journaux : Tokyo Yokohama Mainichi Shinbun, Yubin Houchi Shinbun, et Choya Shinbun du 17 au 27 mars et ne trouve aucun commentaire sur le Datsu-A Ron.  Ainsi, Hirayama conclut que l'éditorial n'a aucun effet en 1885.
3. L'article est oublié pendant 48 ans. Aucun commentaires n'est trouvé dessus.
4. En juillet 1933, l'éditorial est repris dans la publication des Œuvres complètes de Fukuzawa vol.2.  L'auteur est depuis considéré comme étant Fukuzawa. Mais, aucun commentaire n'est fait sur l'article jusqu'en 1951.
5. D'après les recherches de Hirayama, le premier commentaire est trouvé dans un journal de novembre 1951 dans l'article Nisshin-sensō à Fukuzawa Yukichi (日清戦争と福沢諭吉?, « La guerre sino-japonaise et Yukichi Fukuzawa ») par Shigeki Tōyama.
6. Le second commentaire est trouvé dans un journal de mai 1952 dans l'article Toyo-ni-okeru Nihon-no ichi (東洋における日本の位置?, « La position du Japon dans le Pacifique ») par Shiso Hattori.
7. Le troisième commentaire est trouvé dans un article d'août 1953, Bunmei-kaika (文明開化?, « La civilisation ») par Shiso Hattori.
8. Le quatrième commentaire est trouvé dans un article de juin 1956, Nihon Kindai-Shiso-no Keisei (日本近代思想の形成?, « La formation des idées japonaises modernes ») par Masanao Kano.
9. En juin 1960, l'éditorial est repris de nouveau par Masafumi Tomita dans les Œuvres complètes de Fukuzawa vol.10.
10. Le cinquième commentaire est trouvé dans un article de juillet 1960, Ajia-no-nakano Nihon (アジアのなかの日本?, « Le Japon en Asie ») par Koji Iizuka.
11. Le sixième commentaire est trouvé dans un article de 1961, Nihon-to Ajia (日本とアジア?, « Le Japon et l'Asie ») par Yoshimi Takeuchi.
12. En août 1963, Takeuchi reprend le texte complet du Datsu-A Ron dans Gendai-Nihon Shiso Taikei (現代日本思想大系?, « Enquête sur les actuelles idées japonaises »).
13. En 1967, deux articles commentant le Datsu-A Ron sont publiés. Il s'agit de Fukuzawa Yukichi—Ikitsuzukeru Shisoka (福沢諭吉—生きつづける思想家?, « Yukichi Fukuzawa- - Théoriste vivant ») par Kenji Kono et Fukuzawa Yukichi (福沢諭吉?, « Yukichi Fukuzawa ») par Masanao Kano. L'éditorial devient ainsi populaire au Japon et célèbre pour la théorie de l'impérialisme japonais.
14. Dans les années 1970, de nombreux journaux commentent similairement l'éditorial.
15. En mars 1981, Junji Banno publie une nouvelle interprétation du Datsu-A Ron dans le commentaire de Fukuzawa Yukichi Sensyu (福沢諭吉選集?, « Œuvres sélectionnées de Yukichi Fukuzawa ») vol.7.  Banno considère que le Datsu-A Ron est une déclaration d'échec de la tentative de la Corée d'organiser une faction effective de réformes.
16. En 1996, Shinya Ida développe une méthode pour s'assurer du véritable auteur en comparant le style et le vocabulaire par rapport à des œuvres littéraires. Il adapte sa méthode au Datsu-A Ron et présume que l'auteur est Yoshio Takahashi ou Yukichi Fukuzawa. Cela est écrit dans Histoire et Texte (歴史とテクスト?).

## Traductions en anglais
- Sinh Vinh, « On departure from Asia: Datuaron », Fukuzawa Yukichi Nenkan, Tokyo, Fukuzawa Yukichi Kyokai, vol. 11,‎ octobre 1984 (lire en ligne)
- (en) David J. Lu, Japan: a documentary history : The Late Tokugawa Period to the Present, Armonk, New York, M.E. Sharpe, novembre 1996 (ISBN 0-7656-0036-6), « Good-bye Asia (1885) », p. 351–353